# Rudolf Kopf (Politiker)
Rudolf Kopf (* 15. Mai 1890 in Altach, Vorarlberg, Österreich-Ungarn; † 18. November 1971 in Bregenz) war ein österreichischer Politiker (NSDAP, später VdU/FPÖ).

## Leben
Kopf, der in Graz ein Jurastudium begann, nahm in Galizien und Südtirol am Ersten Weltkrieg teil. 1918 promovierte er an der Universität Innsbruck zum Dr. jur und trat im folgenden Jahr in den Dienst der Vorarlberger Landesregierung. Nach dem „Anschluss Österreichs“ beantragte er am 29. Mai 1938 die Aufnahme in die NSDAP und wurde rückwirkend zum 1. Mai desselben Jahres aufgenommen (Mitgliedsnummer 6.251.756). Er war Landesstatthalter der nationalsozialistischen Landesregierung, bis er 1940 als Verwaltungsbeamter nach Aussig im Sudetenland versetzt wurde. Nach dem Zweiten Weltkrieg wurde er von der französischen Besatzungsmacht im ehemaligen KZ-Außenlager Lochau interniert. 1949 leitete die katholische Studentenverbindung Traungau Graz, der er seit 1912 angehörte, auf Verlangen des ÖCV ein Ausschlussverfahren ein, dem er mit seinem Austritt zuvorkam.
1949 war er Mitbegründer des VdU Vorarlberg, dessen Obmann er wurde. Im selben Jahr wurde Kopf in den Nationalrat gewählt und 1954 zum Landesrat ernannt. Diese Position besetzte er, ab 1956 für die VdU-Nachfolgerpartei FPÖ, bis 1959.